# 기이국

기이 국

기이국(일본어: 紀伊国 기이노쿠니[*])은 난카이도에 있던 일본의 옛 구니이다. 현재의 와카야마현과 미에현 남부에 해당한다. 기슈(紀州) 혹은 기노쿠니(紀の国)라고도 한다.

## 군
- 나가군 (와카야마현)(일본어판)(那賀郡)
- 나구사군(일본어판)(名草郡)
- 나구사군(名草郡)
현재는 가이소군(海草郡)으로 통합 (海部郡+名草郡)
- 아마군 (와카야마현)(일본어판)(海部郡)
현재는 가이소군(海草郡)으로 통합 (海部郡+名草郡)
- 아리다군(有田郡, 在田郡)
- 히다카군(日高郡)
- 무로군(일본어판)(牟婁郡)
현재는 니시무로군(西牟婁郡)・히가시무로군(東牟婁郡)・미나미무로군(南牟婁郡)・기타무로군(北牟婁郡)으로 분할
니시무로군・히가시무로군은 와카야마현, 미나미무로군・기타무로군은 미에현